# Jürgen Ligi
Jürgen Ligi, né à Tartu le 16 juillet 1959, est un homme d'État estonien membre du Parti de la réforme d'Estonie (ERE).
Depuis juillet 2024, il est ministre des Finances dans le gouvernement de Kristen Michal.

## Vie professionnelle

### Formation
Il termine ses études secondaires en 1977, et intègre l'université de Tartu, dont il est diplômé de géographie depuis 1982 et de sciences économiques internationales depuis 1991.

### Carrière sous l'ère soviétique
Entre 1982 et 1989, il occupe un poste d'économiste à l'Institut de planification du comité de planification de la RSS d'Estonie.
Par la suite et jusqu'en 1990, il devient chef spécialiste de l'Association agro-industrielle de Saaremaa. De 1990 à 1991, il est président du département de Saaremaa à la chambre de commerce et d'industrie.

### Homme d'affaires
Consultant pour les entreprises pendant un an à partir de 1991, Jürgen Ligi est nommé conseiller économique au sein de l'administration de la ville rurale de Kaarma en 1992, là encore pour un an. En 1993, il prend la tête de la succursale de la EVEA Bank dans la ville de Kuressaare. Il abandonne ce poste deux ans plus tard.

## Vie politique

### Les débuts
Il est élu pour la première fois au Riigikogu en 1995, où il devient vice-président de la commission des Finances. À la suite des élections de 1999, il prend la présidence du groupe des députés du Parti de la réforme (ER) pour les quatre années à venir. Réélu en 2003, il est porté à la tête de la commission parlementaire de l'Environnement.

### Ministre de la Défense
Le 10 octobre 2005, il est nommé ministre de la Défense d'Estonie dans le premier gouvernement d'Andrus Ansip, occupant ce poste jusqu'au 2 avril 2007, date à laquelle Ansip forme son second cabinet, dans lequel son portefeuille revient à l'Union Pro Patria et Res Publica (IRL). Il est alors désigné président de la commission parlementaire des Finances du Riigikogu.

### Ministre des Finances
Toutefois, le 4 juin 2009, à la suite du départ de la coalition du Parti social-démocrate (SDE), Jürgen Ligi revient au gouvernement en devenant ministre des Finances. Il supervise notamment l'introduction de l'euro dans le pays au 1er janvier 2011. Il annonce sa démission le 26 octobre 2014 à la suite du scandale né après son commentaire mal-approprié sur les réseaux sociaux à l'égard de Jevgeni Ossinovski, ministre social-démocrate de l'Éducation. Il est remplacé le 3 novembre 2014 par Maris Lauri.

### Ministre de l'Éducation
Il revient au gouvernement le 9 avril 2015, en tant que ministre de l'Éducation et de la Recherche.

### Ministre des Affaires étrangères
Après la démission de Marina Kaljurand, il est nommé ministre des Affaires étrangères le 12 septembre 2016. Il quitte son poste à la suite de la chute du Gouvernement Rõivas II et l'entrée en fonction du gouvernement Ratas I le 23 novembre 2016.

### Ministre des Finances
Le 23 juillet 2024, il est nommé ministre des Finances au sein du Gouvernement Michal.

## Vie privée
Marié et père de deux enfants, il parle anglais, finnois et russe.

## Prix et distinctions
- Ordre du Blason national d'Estonie de troisième classe, 2011